# Kalukalukuang
Kalukalukuang, en indonésien Pulau Kalukalukuang, est une île d'Indonésie située dans la mer de Java, à environ 320 kilomètres à l'ouest de Makassar, la capitale de la province de Sulawesi du Sud. L'île fait partie d'un des trois plus grands atolls d'Indonésie.